# Habranthus gracilifolius
Habranthus gracilifolius là một loài thực vật có hoa trong họ Amaryllidaceae. Loài này được Herb. mô tả khoa học đầu tiên năm 1824.